# Saint-Germain-de-Salles
Saint-Germain-de-Salles è un comune francese di 444 abitanti situato nel dipartimento dell'Allier della regione dell'Alvernia-Rodano-Alpi.

## Società

### Evoluzione demografica
Abitanti censiti